# Laurynas Grigelis
Laurynas Grigelis (* 14. August 1991 in Klaipėda) ist ein litauischer Tennisspieler.

## Leben und Karriere
Grigelis spielte bisher vor allem auf der Challenger Tour. Am 17. Juni 2011 gelang ihm sein erster Turniererfolg auf dieser Tour, als er in Aptos das Einzelfinale gegen den Serben Ilija Bozoljac glatt in zwei Sätzen gewann. Im Doppel folgten im Jahr 2012 vier Titel, zwei davon mit Uladsimir Ihnazik sowie je ein weiterer mit Rameez Junaid und Alessandro Motti. 2014 gewann er die Doppelkonkurrenz in Aptos gemeinsam mit Ruben Bemelmans.
Seit 2008 spielt Grigelis für die litauische Davis-Cup-Mannschaft. Bei insgesamt neun Begegnungen gewann er sieben seiner 16 Spiele.

## Erfolge
| Legende (Anzahl der Siege)  |
| Grand Slam                  |
| ATP World Tour Finals       |
| ATP World Tour Masters 1000 |
| ATP World Tour 500          |
| ATP World Tour 250          |
| ATP Challenger Tour (13)    |

### Einzel

#### Turniersiege
| Nr. | Datum         | Turnier | Belag     | Finalgegner    | Ergebnis  |
| --- | ------------- | ------- | --------- | -------------- | --------- |
| 1.  | 17. Juni 2011 | Aptos   | Hartplatz | Ilija Bozoljac | 6:2, 7:64 |

### Doppel

#### Turniersiege
| Nr. | Datum             | Turnier                | Belag         | Partner           | Finalgegner                          | Ergebnis          |
| --- | ----------------- | ---------------------- | ------------- | ----------------- | ------------------------------------ | ----------------- |
| 1.  | 26. Februar 2012  | Wolfsburg              | Teppich (i)   | Uladsimir Ihnazik | Tomasz Bednarek Olivier Charroin     | 7:5, 4:6, [10:5]  |
| 2.  | 4. März 2012      | Cherbourg              | Hartplatz (i) | Uladsimir Ihnazik | Dustin Brown Jonathan Marray         | 4:6, 7:69, [10:0] |
| 3.  | 6. April 2012     | Saint-Brieuc           | Sand (i)      | Rameez Junaid     | Stéphane Robert Laurent Rochette     | 1:6, 6:2, [10:6]  |
| 4.  | 29. April 2012    | Neapel                 | Sand          | Alessandro Motti  | Rameez Junaid Igor Zelenay           | 6:4, 6:4          |
| 5.  | 9. September 2012 | Saint-Rémy-de-Provence | Hartplatz     | Uladsimir Ihnazik | Jordi Marsé Vidri Carlos Poch Gradin | 6:74, 6:3, [10:6] |
| 6.  | 10. August 2014   | Aptos                  | Hartplatz     | Ruben Bemelmans   | Purav Raja Sanam Singh               | 6:3, 4:6, [11:9]  |
| 7.  | 16. Januar 2015   | Casablanca             | Sand          | Adrian Ungur      | Flavio Cipolla Alessandro Motti      | 3:6, 6:2, [10:5]  |
| 8.  | 16. Oktober 2015  | Casablanca-2           | Sand          | Mohamed Safwat    | Thiemo de Bakker Stephan Fransen     | 6:4, 6:3          |
| 9.  | 19. Mai 2017      | Samarqand              | Sand          | Zdeněk Kolář      | Prajnesh Gunneswaran Vishnu Vardhan  | 7:62, 6:3         |
| 10. | 5. August 2017    | Liberec                | Sand          | Zdeněk Kolář      | Tomasz Bednarek David Pel            | 6:3, 6:4          |
| 11. | 23. Februar 2019  | Bergamo                | Hartplatz (i) | Zdeněk Kolář      | Dustin Brown Tomislav Brkić          | 7:5, 7:67         |
| 12. | 22. Juni 2019     | Parma                  | Sand          | Andrea Pellegrino | Ariel Behar Gonzalo Escobar          | 1:6, 6:3, [10:7]  |